# Kostrčany (zámek)
Kostrčany jsou zámek ve stejnojmenné vesnici u Valče v okrese Karlovy Vary. Od roku 2001 je chráněn jako kulturní památka.

## Historie
Rané dějiny kostrčanských vrchnostenských sídel jsou nejasné. Nejstarší snad vzniklo na přelomu třináctého a čtrnáctého století. V roce 1387 byl zmíněn pouze poplužní dvůr, jehož součástí mohlo být panské sídlo. Z písemných pramenů plyne, že ve vsi byla panská sídla nejméně dvě, ale není jasné, zda lze některé z nich ztotožnit s gotickou a renesanční tvrzí doloženou v šestnáctém a sedmnáctém století. Starší sídlo mohlo stát dokonce mimo vesnici.
První písemná zmínka o kostrčanské tvrzi pochází z roku 1521, kdy ji za dvě stě kop českých grošů koupil Asman Štampach ze Štampachu i s poplužním dvorem a selskými dvory od Václava Valečského z Doupova. Krátce poté za sto kop českých grošů přikoupil další kostrčanský poplužní dvůr a selskými dvory, lukami, lesy, potoky, rybníky a mlýnem od Václava Hory z Ocelovic, čímž spojil kostrčanské panství do jednoho dílu.
Roku 1571 získal Kostrčany s tvrzí a poplužním dvorem Arnošt Hasištejnský z Lobkovic, ale již o dva roky později je postoupil Vítovi z Hartenberka. Po něm je zdědil jeho syn Petr, ale za účast na stavovském povstání z let 1618–1620 mu byly zabaveny, a roku 1623 je koupil sekretář české dvorské kanceláře Jan Hegner z Rösselfeldu za 1378 kop míšeňských grošů. Za něj tvrz zřejmě zanikla, protože v písemných pramenech se již neobjevuje.
V osmnáctém století byla původní renesanční tvrz nahrazena barokním zámkem, který je však zmiňován až v roce 1847. Stalo se tak nejspíše v před rokem 1725, ze kterého pochází označení zdejšího panského sídla jako Schlössl. František Karel Clary-Aldringen tehdy koupil za 31 tisíc zlatých zadlužené kostrčanské panství od Karla Maxmiliána Lamotte von Frintrop. On nebo jeho potomek Karel Ignác se také zadlužili. V roce 1755 pak panství složené z Kostrčan, Libkovic a jedné další vesnice  získal Adam František Hartig. V držení se dále vystřídali Ludvík Hartig, Antonín Josef Clement a od roku 1772 Karl von Nikelsberg, kterému se konečně podařilo vyvést statek z dluhů. V roce 1793 ho prodal Ignáci Schreitterovi, po kterém se vystřídala řada majitelů. Posledními soukromými majiteli se stali Epsteinovi, kterým byl po skončení druhé světové války zámek zabaven a převeden do majetku státního statku, který ho využíval jako správní budovu. Teprve po roce 1990 zámek koupil nový soukromý majitel a zrekonstruoval ho do původní podoby.

## Stavební podoba
Místo, kde stála původní panská sídla, neznáme, ale předpokládá se, že to bylo na místě dochovaného zámku. Jednopatrová budova s mansardovou střechou má obdélný půdorys s rozměry 18 × 11 metrů a v přízemí se zachovala jedna místnost s valenou klenbou. Fasády východního a severního průčelí jsou členěné plochými lizénami a bosáží a okna v přízemí mají nadokenní římsy. Malý přístavek u západního průčelí pochází z úprav na počátku dvacátého století, kdy byl v západní zdi otevřen nový vstup.

## Přístup
Veřejnosti nepřístupný zámek stojí na okraji zemědělského dvora. Okolo vede silnice, po které je značená cyklotrasa č. 2152 z Blatna přes Lubenec do Valče.